# Светозар Поповић
Светозар Кика Поповић (Крагујевац, 6. фебруар 1902 — Београд, 26. октобар 1985) био је југословенски и румунски фудбалер и тренер.
Своју играчку каријеру започео је као избеглица у Риму, Италија, док је Краљевина Србија већ увелико била учесник Првог светског рата. По завршетку рата, вратио се у Србију и играо са БСК Београд до 1925. Затим се, као запосленик Комерцијалне банке Италија, преселио у Букурешт. Док је још увек био запосленик у банци, наставио је да игра фудбал играјући са Јувентусом из Букурешта и Венером из Букурешта. 1. маја 1925, одиграо је прву, и уједно последњу, утакмицу за румунску репрезентацију као Svetozar Popovici, против Турске.
Након одласка у играчку пензију, постао је фудбалски тренер. Водио је БСК Београд на Митропа купу 1940. године.
Три пута је тренирао фудбалску репрезентацију Краљевине Југославије између 1937. и 1941. године.
Био је технички директор ОФК Београда, а касније је радио у управи Црвене звезде. Управо је Поповић био један од главних људи који су учествовали у оснивању „црвено-белих”.

## Признања

### Клуб
БСК Београд
- Првенство Србије: 1919/20, 1920/21.

Венера Букурешт
- Првенство Румуније: 1928/29.